# Jonathan O. Seaman
Jonathan Owen Seaman (* 11. Dezember 1911 in Manila; † 18. Februar 1986 in Charleston, South Carolina) war ein US-amerikanischer Offizier und Generalleutnant der US Army, der unter anderem zwischen 1964 und 1966 Kommandeur der 1. Infanteriedivision (1st Infantry Division), von 1966 bis 1967 Kommandeur der II. Feldstreitkräfte in Vietnam (II Field Force, Vietnam) und zuletzt von 1967 bis 1971 Kommandierender General der Ersten US-Armee (First US Army) war.

## Leben

### Offiziersausbildung und Zweiter Weltkrieg
Jonathan Owen Seaman, Sohn von Brigadegeneral Albert Owen Seaman und dessen Ehefrau Florence Thompson Look Seaman, absolvierte eine Offiziersausbildung an der US Military Academy in West Point. Nach deren Abschluss wurde er 1934 als Leutnant (Second Lieutenant) der Feldartillerie (Field Artillery) in die US Army übernommen. Er war zunächst Offizier im 16. Feldartillerieregiment in Fort Myer in Virginia und danach von Dezember 1935 bis 1938 Militärischer Assistent im Weißen Haus. Nachdem er 1939 als Instrukteur an der US Military Academy unterrichtete, wurde er zum Hauptmann (Captain) befördert und zum 4. Feldartillerieregiment nach Fort Bragg abkommandiert. Nach dem Angriff auf Pearl Harbor am 7. Dezember 1941 und dem Eintritt der Vereinigten Staaten in den Zweiten Weltkrieg am darauf folgenden 8. Dezember 1941 wurde er 1942 als Major Kommandeur eines Bataillons des 4. Feldartillerieregiments und nahm während des Zweiten Weltkrieges an Kampfhandlungen auf dem europäischen Kriegsschauplatz sowie am Pazifikkrieg teil.
Nach Kriegsende und weiteren Verwendungen war Seaman zwischen 1953 und 1954 Kommandeur der 30. Feldartillerie-Gruppe, die in der Yorkhof-Kaserne in Hanau stationiert war. Als Generalmajor (Major General) wurde er 1960 als Nachfolger von Generalmajor John E. Theimer kurzzeitig Kommandeur der 25. Infanteriedivision (25th Infantry Division), der sogenannten „Tropic Lightning“, aber noch 1960 in dieser Verwendung von Generalmajor James L. Richardson abgelöst. Danach wurde er im September 1961 in das US Army Continental Command versetzt.

### Vietnamkrieg und Aufstieg zum Generalleutnant

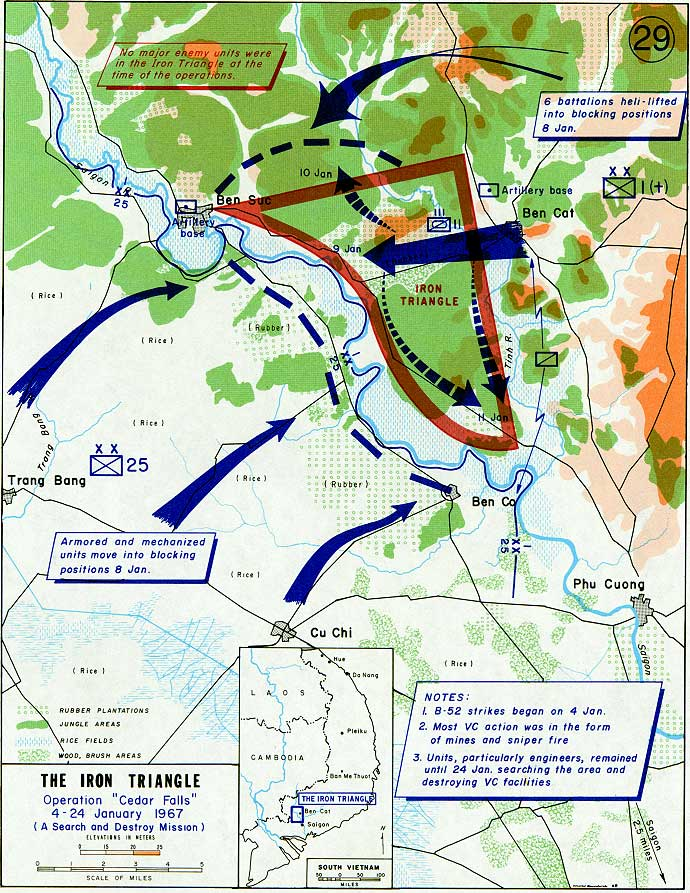
Als Kommandeur der II Field Force war Generalleutnant Seaman für die Operation Cedar Falls mitverantwortlich, die größte Einzelbodenoperation des Vietnamkriegs

Im Februar 1964 löste er Generalmajor Arthur W. Oberbeck als Kommandeur der 1. Infanteriedivision (1st Infantry Division), der in Fort Riley stationierten sogenannten „Big Red One“, ab und hatte diese Führungsposition bis zu seiner Ablösung durch Generalmajor William E. DePuy im März 1966 inne. Die 1. Infanteriedivision war die erste Division, die für den Einsatz im Vietnamkrieg im Juli 1965 nach Südvietnam verlegt wurde. Er nahm als erster von sechs Kommandeuren dieser Division im Vietnamkrieg unter anderem an der Operation Crimp in Củ Chi (8. bis 14. Januar 1966) und der Operation Mastiff in Bình Dương (21. bis 25. Februar 1966) teil.
Im März 1966 wurde Generalleutnant (Lieutenant General) Jonathan O. Seaman erster Kommandeur der neu geschaffenen II. Feldstreitkräfte in Vietnam (II Field Force, Vietnam), die Teil des Oberkommandos der US-Streitkräfte im Vietnamkrieg MACV (Military Assistance Command, Vietnam) waren. Neben der 1. Infanteriedivision gehörten weitere Divisionen und Brigaden zu diesem 100.000 Mann starken militärischen Großverband. Unter seinem Kommando nahm die II Field Force an der Operation El Paso/El Paso II in Bình Long (19. Mai bis 13. Juli 1966) sowie an der Operation Cedar Falls (8. bis 26. Januar 1967) in Bình Dương teil. Das Ziel dieser massiven Search-and-Destroy-Operation war es, das sogenannte Eiserne Dreieck (Tam Giác Sắt) zu säubern, ein Gebiet, das der Vietcong zu einer Hochburg ausgebaut hatte und das nur zwanzig Kilometer von Saigon entfernt lag. Operation Cedar Falls war die größte Einzelbodenoperation des Vietnamkriegs. Für seine Verdienste in den vergangenen Jahren wurde ihm am 27. Juni 1966 die Army Distinguished Service Medal verliehen. Im März 1967 wurde er von Generalleutnant Bruce Palmer als Kommandeur der II Field Force, Vietnam abgelöst.
Nach seiner Rückkehr in die USA löste Generalleutnant Seaman im März 1967 Generalleutnant William F. Train als Kommandierender General der Ersten US-Armee (First US Army) in Fort George G. Meade ab und bekleidete diesen Posten bis zu seiner Ablösung durch Generalleutnant Claire E. Hutchin, Jr. 1971. Am 22. Juni 1967 sowie am 18. September 1967 wurde er erneut mit der Army Distinguished Service Medal ausgezeichnet. Daneben erhielt er für die dortigen Verdienste zugleich den Silver Star sowie das Distinguished Flying Cross. In dieser Funktion war er zuständig für die Untersuchung des Massakers von Mỹ Lai, ein Kriegsverbrechen der USA während des Vietnamkriegs, das am 16. März 1968 in dem Gemeindeteil Mỹ Lai des Dorfs Sơn Mỹ, genannt My Lai 4, begangen wurde. Das Massaker an 504 Zivilisten wurde von der US-Armee zunächst vertuscht. Erst durch Recherchen des investigativen Journalisten Seymour Hersh gelangte das Geschehen an die Öffentlichkeit, wobei die Veröffentlichung der Reportage zunächst für etwa ein Jahr von sämtlichen Medien abgelehnt worden war. Ein Strafgerichtsverfahren gegen die beteiligten Streitkräfte fand nicht statt. 1971 schied er nach 37 Dienstjahren aus dem aktiven Militärdienst und trat in den Ruhestand.
Ihm zu Ehren wurde 1999 das Hauptquartier des 3. Bataillons des 30. Feldartillerieregiments in Fort Sill in Seaman Hall benannt. Jonathan Owen Seaman war mit Mary Grunert verheiratet, deren Vater General George Grunert zwischen 1943 und 1944 ebenfalls Kommandierender General der Ersten US-Armee war. Nach seinem Tode am 18. Februar 1986 im Veterans Administration Hospital in Charleston wurde er auf dem Nationalfriedhof in Beaufort beigesetzt.

## Auszeichnungen
Auswahl der Dekorationen, sortiert in Anlehnung der Order of Precedence of Military Awards:
- Army Distinguished Service Medal (3 ×)
- Silver Star
- Legion of Merit
- Distinguished Flying Cross
- Bronze Star (2 x)